# XII Batalion Saperów
XII batalion saperów (XII bsap) – pododdział saperów  Wojska Polskiego w II Rzeczypospolitej.

## Dzieje XII  batalionu saperów
XII batalion został utworzony  w Dęblinie  na początku września  1919 dla 12 Dywizji Piechoty z połączenia pododdziałów inżynieryjnych z 3 i 6 dywizji strzelców Błękitnej Armii gen  Hallera przy czym  3/5 kompania saperów zostaje przemianowana na 4 kompanie  XII batalionu saperów. Dowództwo poszczególnych kompanii objęli  oficerowie - Polacy. Dowództwo batalionu od majora Despujols objął porucznik Jakub Witkowski.
W dniu 20 grudnia 1919 batalionem odchodzi pod Płoskirow, a nocy z 23 na 24 grudnia batalion, jako załoga pociągu pancernego, wkracza na stację Płoskirow, celem ochrony obiektów komunikacyjnych, broniąc w ciągu trzech dni dworca i miasta przed napadami i grabieżą band bolszewickich. W dniu 14 stycznia 1920 XII batalion saperów przystępuje do fortyfikacji odcinka Wierzchniki — Płoskirow — Szumowce — Hołochwasty, oraz naprawy zniszczonych mostów drogowych i kolejowych na południe od Płoskirowa. Po ukończeniu tych prac batalion buduje linię umocnioną na odcinku Nowokonstantynow — Pieczyska — Antenowka, długości około 50 kilometrów. 3 i 4 kompanie saperów pracują na odcinku Nowokonstantynow — Latyczow. Z dniem 25 lutego XII batalion saperów zostaje  przydzielony do dyspozycji 5 dywizji piechoty. Kompanie saperów w tym czasie biorą udział w Maikach jako piechota, uzyskując za działania swoje pochwałę dowódcy 5  dywizji piechoty, generała Jędrzejewskiego, w rozkazie Nr. 5320. Po walkach w składzie 5  dywizji piechoty XII batalion saperów przystępuje do budowy linii obronnej nad rzeką Wołk (dopływ rzeki Bohu), którą to pracę prowadzi do czasu ofensywy kijowskiej, z małymi przerwami, spowodowanymi koniecznością wzięcia udziału w walkach. W drugiej połowie marca 1920 nastąpiła nowa reorganizacja XII batalionu saperów. Wówczas kompanie 3 i 4  zostały wydzielone i przemianowane na 1 i 2 XX batalionu saperów. Po tej reorganizacji 1 kompania XX batalionu saperów odeszła do składu 20 dywizji piechoty, zaś 2  jako chwilowo niekompletna  pozostała pod rozkazami XII batalionu saperów. Dowództwo tej kompanii objął podporucznik Gawlik. Kompania została przydzielona taktycznie i gospodarczo do 40 pułku piechoty.
W 1921 batalion został włączony w skład 6  pułku saperów w Przemyślu. W 1929, w następstwie reorganizacji wojsk saperskich, batalion został rozformowany.

## Dowódcy batalionu
- kpt Roman Bolesław Ciborowski
- mjr Jakub Pawłowicz – 1921[3]
- kpt. Edward Marian Peristy – (p.o. 1923-1924[4][5])
- mjr Stefan Zagórski – 1928[6]